# Worleston

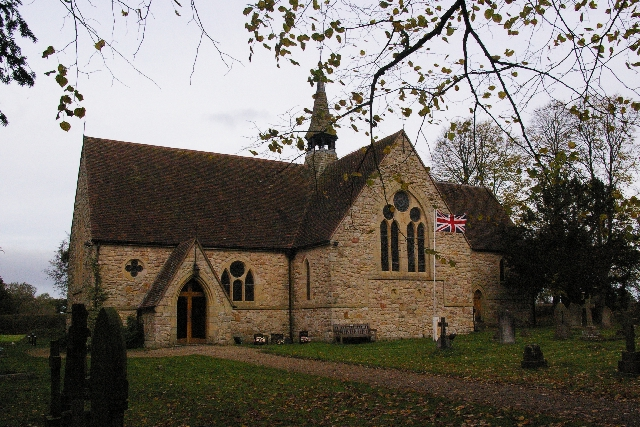
La chiesa di Sant'Osvaldo nel villaggio di Worleston

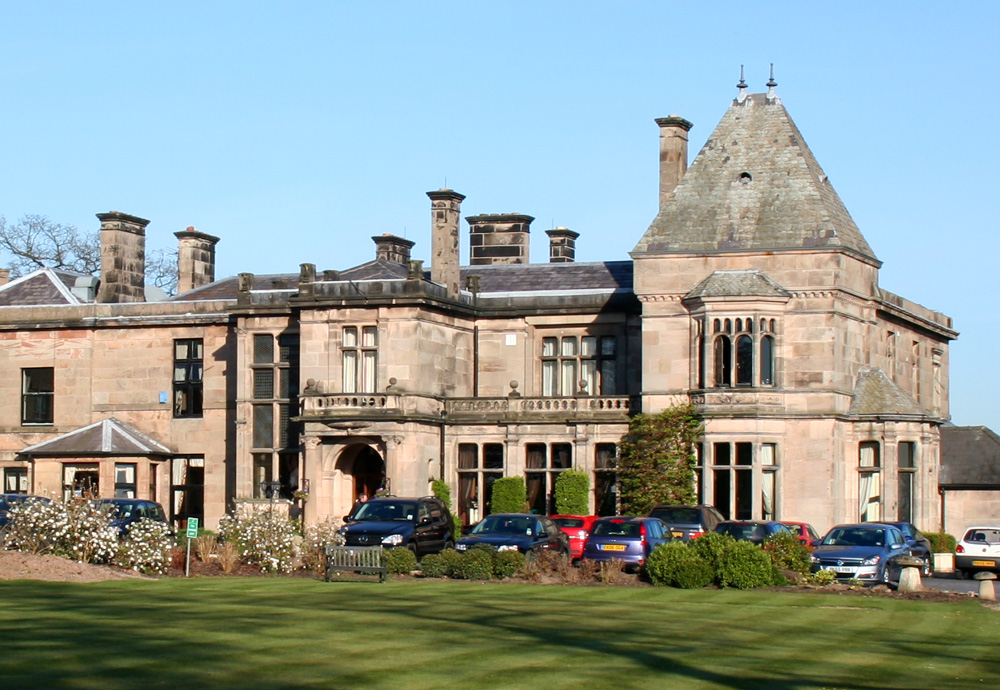
Rookery Hall nella parrocchia civile di Worleston

Worleston è un villaggio con status di parrocchia civile dell'Inghilterra nord-orientale, facente parte della contea del Cheshire e del borough di Cheshire East (e un tempo del distretto soppresso di Crewe and Nantwich). L'intera parrocchia civile conta una popolazione di circa 800 abitanti.

## Geografia fisica
Worleston si trova a pochi chilomentri a nord di Nantwich e a pochi chilometri a est di Crewe.
L'intera parrocchia civile occupa un'area di 4,665 km².

## Storia
Un tempo la township di Worleston faceva parte dell'antica parrocchia civile di Acton.

## Monumenti e luoghi d'interesse

### Architetture religiose

#### Chiesa di Sant'Osvaldo
Nel villaggio di Worleston (ma nel territorio compreso nella parrocchia civile di Aston juxta Mondrum, si trova la chiesa dedicata a Sant'Osvaldo, realizzata in stile gotico tra il 1872 e il 1874.

### Architetture civili

#### Rookery Hall
Nella parrocchia civile di Worleston si trova poi Rookery Hall, un palazzo realizzato nel 1816 e ampliato successivamente.

## Società

### Evoluzione demograifca
Al censimento del 2021, la parrocchia civile di Worleston contava una popolazione pari a 843 unità, in maggioranza (503) di sesso femminile.
La popolazione della parrocchia civile di Worleston è all'incirca raddoppiata, rispetto ai precedenti rilevamenti: contava infatti 452 abitanti nel 2011 e 404 abitanti nel 2001.

## Geografia antropica

### Suddivisioni amministrative
Villaggi della parrocchia civile di Worleston
- Worleston
- Beambridge
- Mile End
- Rease Heath
- Rookery